# 日本投資顧問業協会
一般社団法人日本投資顧問業協会（にほんとうしこもんぎょうきょうかい）は、投資家の保護および投資顧問に関する業務の公正かつ円滑な運営、投資顧問業の健全な発展を目的として投資顧問業法に基き1987年に設立された日本の元金融庁所管の社団法人である。

## 概要
金融商品取引法の規定により投資運用業者および投資助言、投資代理業者は内閣総理大臣の登録を受けねばならない。登録を受けた業者には財務局長名の登録番号が付与される。日本投資顧問業協会は任意加入であるが、自主規制ルールの制定などを行っている。
1987年（昭和62年）10月、大蔵大臣の許可を得て設立され、金融商品取引法第78条に規定される認定金融商品取引業協会として位置づけられる協会である。
この協会は、会員の行う投資運用業および投資助言・代理業の公正かつ円滑な運営を確保することにより投資者保護を図るとともに、投資運用業および投資助言・代理業の健全な発展に資することを目的としている。
協会の会員は、投資運用業のうち、投資一任契約に基づき投資者から投資判断や投資に必要な権限を委任されている投資一任業務またはベンチャー企業の育成や事業会社の再生等を目的として組成されたファンドの運用を行う業者と、投資助言・代理業を行う業者で構成されている。2021年3月末現在の会員数は790社(投資運用会員324社、投資助言・代理会員466社)である。
2026年（令和8年）4月に投資信託協会と合併する予定である。

## 事業
協会の事業は「会員の業務の公平性、適正性を確保し、投資者の保護を図るための取組み」と「投資運用業および投資助言・代理業の健全な発展・拡充に関する取組み」の大きく2つ取組みに分けられる。
「会員の業務の公平性、適正性を確保し、投資者の保護を図るための取組み」では、自主規制ルールをはじめとする必要な協会規則の制定、改廃や、コンプライアンス研修の実施が行われる。この他、自主規制ルールの遵守状況等調査票によるフォローアップが行われる。
また、「投資運用業および投資助言・代理業の健全な発展・拡充に関する取組み」においては、金融商品取引法等に係る金融庁等の機関に対して意見提出・折衝、日本版スチュワードシップ・コードに係る取組みが行われる。

## 投資運用業、投資助言・代理業
以下の内容をいう。
- 投資運用業

1、投資一任業務 
投資一任契約に基づき、投資家より投資判断や投資に必要な権限を委任され投資を行う。
2、ファンドの運用を行う業務
投資家などから出資等を受け、不動産その他を原資産とする各種金融商品への投資を行うファンドや組合などのファンドの運用を行う。
- 投資助言・代理業

投資助言業務
顧客との間で締結した投資顧問あるいは助言契約に基き、有価証券などの金融商品に対する投資判断についての助言を行うが、投資判断は顧客が行う。
代理・媒介業務 
投資運用業者または投資助言業者と顧客との投資一任契約あるいは助言などの投資顧問契約の締結の代理、仲介を行う。
以上が、日本投資顧問業協会の示す指針である。

## 所在地
東京都中央区日本橋茅場町1-5-8 東京証券会館7階